# مجاهد عبدالله
مجاهد عبدالله (انگلیسی: Mojahed Abdullah؛ زادهٔ ۱۵ ژانویهٔ ۱۹۹۶) یک ورزشکار است.